# NGC 2001
NGC 2001 ist ein offener Sternhaufen in der Großen Magellanschen Wolke im Sternbild Dorado. Der Sternhaufen wurde am 25. September 1826 von dem Astronomen James Dunlop entdeckt.